# Ray June
Ray June (* 27. März 1895 in Ithaca, New York; † 26. Mai 1958 in Los Angeles, Kalifornien) war ein US-amerikanischer Kameramann.

## Leben
Ray June war schon während seiner Militärzeit im Ersten Weltkrieg als Kameramann tätig. Nach relativ kurzer Zeit als Kameraassistent drehte er ab 1921 als Chefkameramann Filme eher durchschnittlicher Bedeutung. Erst nach Einführung des Tonfilms hatte er Gelegenheit für anspruchsvollere Tätigkeit. Zu den Filmen aus dieser Zeit zählt z. B. Blühender Blödsinn mit den Marx-Brothers. Nach seinem Wechsel zu MGM war er für die Fotografie zahlreicher Filme mit Superstars wie Jean Harlow und Clark Gable verantwortlich. Nach weiteren Jahren mit wiederum weniger bedeutsamen Filmen und dem Abschied von MGM konnte June mit Filmen wie Der Hofnarr wieder an frühere Erfolge anknüpfen.

## Filmografie (Auswahl)
- 1922: Der Klub der Unterirdischen (Penrod)
- 1925: Rin Tin Tin bei den Goldsuchern (Tracked in the Snow Country)
- 1929: Alibi
- 1930: The Bat Whispers
- 1931: Arrowsmith
- 1931: Corsair
- 1931: Indiscreet
- 1932: Blühender Blödsinn (Horse Feathers)
- 1933: Secrets
- 1934: Die Schatzinsel (Treasure Island)
- 1934: Hide-Out
- 1934: Millionäre bevorzugt (The Girl from Missouri)
- 1935: San Francisco im Goldfieber (Barbary Coast)
- 1936: Seine Sekretärin (Wife vs. Secretary)
- 1936: Zum Tanzen geboren (Born to Dance)
- 1936: Abenteuer im Gelben Meer (China Seas)
- 1936: Der große Ziegfeld (The Great Ziegfeld)
- 1937: Saratoga
- 1938: Der Testpilot (Test Pilot)
- 1938: Rich Man, Poor Girl
- 1939: Die Liebe auf Hawaii (Honolulu)
- 1939: Musik ist unsere Welt (Babes in Arms)
- 1940: Heiße Rhythmen in Chicago (Strike Up the Band)
- 1941: Mädchen im Rampenlicht (Ziegfeld Girl)
- 1941: H.M. Pulham, Esq.
- 1942: Calling Dr. Gillespie
- 1943: Der Tolpatsch und die Schöne (I Dood It)
- 1944: Three Men in White
- 1945: Broadway Melodie 1950 (Ziegfeld Follies)
- 1948: Der Superspion (A Southern Yankee)
- 1948: Drei kleine Biester (Three Daring Daughters)
- 1949: Der geheime Garten (The Secret Garden)
- 1950: Drohende Schatten (Shadow on the Wall)
- 1950: Hexenkessel (Crisis)
- 1950: Das Raubtier ist los! (The Reformer and the Redhead)
- 1950: Nancy geht nach Rio (Nancy Goes to Rio)
- 1951: Von Gier besessen (Inside Straight)
- 1951: Der Cowboy, den es zweimal gab (Callaway Went Thataway)
- 1952: Die letzte Entscheidung (Above and Beyond)
- 1952: Nur dies eine Mal (Just This Once)
- 1952: Geborgtes Glück (Invitation)
- 1953: Du bist so leicht zu lieben (Easy to Love)
- 1953: Sombrero
- 1954: Day of Triumph
- 1955: Feuer im Blut (Hot Blood)
- 1955: Der Hofnarr (The Court Jester)
- 1957: Hongkong war ihr Schicksal (The Seventh Sin)
- 1957: Ein süßer Fratz (Funny Face)
- 1958: Gigi
- 1958: Hausboot (Houseboat)